# Skok na Brinka
Skok na Brinka – amerykańska komedia kryminalna z 1978 roku na podstawie książki Noela Behna. Film oparto na faktach.

## Fabuła
Tony Pino wychodzi z więzienia po nieudanym napadzie na rzeźnię. Pracuje w restauracji, ale szybko nudzi go uczciwe życie. Razem ze szwagrem Vinniem planuje mały skok. Obaj podpatrują wyładunek pieniędzy na parkingu firmy przewozowej Brinka. Podejmują się kradzieży ciężarówki. Zadanie okazuje się proste, ale firma nie zgłasza kradzieży w obawie przed utratą reputacji. Tony zbiera większą ekipę i postanawia włamać się do skarbca firmy.

## Obsada
- Peter Falk – Tony Pino
- Peter Boyle – Joe McGinnis
- Allen Garfield – Vinnie Costa
- Warren Oates – Specs O’Keefe
- Gena Rowlands – Mary Pino
- Paul Sorvino – Jazz Maffie
- Sheldon Leonard – John Edgar Hoover
- Gerard Murphy – Sandy Richardson
- Kevin O’Connor – Stanley Gusciora
- Claudia Peluso – Gladys
- Patrick Hines – H.H. Rightmire
- Malachy McCourt – Mutt Murphy
- Walter Klavun – Daniels

## Nagrody i nominacje
Oscary za rok 1978
- Najlepsza scenografia i dekoracje wnętrz – Dean Tavoularis, Angelo P. Graham, George R. Nelson (nominacja)